# Заїда
Заїда (лат. angulus infectiosus; синонім: ангуліт, ангулярний стоматит, ангулярний хейліт) — захворювання слизової оболонки і шкіри кутів рота, яке виникає, найчастіше, внаслідок дефіциту вітамінів групи B (найчастіше — B2); вітаміну A та іноді вітаміну E, чи комбінації дефіцитів цих вітамінів. Запальний процес, зазвичай, розвивається за участі стрептококів (стрептококова заїда) або дріжджоподібних грибків роду Candida (дріжджова, або кандідамікотична, заїда).
Хворіють частіше діти й підлітки, які мають звичку облизувати губи, а також літні люди, які носять зубні протези. У куточках рота з'являється рідина, почервоніння шкіри, згодом утворюються болючі тріщинки, вкриті жовтою кіркою. Іноді процес може перейти на слизову оболонку порожнини рота.
Стрептококова заїда частіше відбувається у дітей; починається з появи в кутку рота флікіслотени (міхура) з млявою тонкою поверхнею; на місці міхура швидко утворюється ерозія у формі тріщинки, яка покривається гнійно-кров'янистої кіркою. Після її видалення стає помітною червона волога поверхня, яка легко кровоточить, нерідко з тріщиною по центрі; через 1-2 год заїда знову покривається кіркою. Процес може супроводжуватися несильним болем при відкриванні рота.
Кандідамікотична заїда характеризується утворенням в кутку рота лаково-червоної ерозії, оточеної бахромою мацерованного епітелію. Іноді ерозія покрита сірувато-білуватим нальотом. На відміну від стрептококової заїди, при кандідамікотичній відсутні кірки на поверхні ерозії і зазвичай, коли рот хворого закритий, вона маскується нависаючою шкірною складкою. Захворювання нерідко має хронічний рецидивуючий перебіг.

## Причини
Якщо заїда з'явилася у дитини, то причиною може бути просто звичка облизувати губи або тягнути в рот сторонні предмети. У дорослої людини хейліт можуть порушувати стрептококи, стафілококи або грибкові захворювання. Рідкісні причини:
- Гіпо- і авітаміноз (особливо дефіцит вітаміну В2); залізодефіцитна анемія.
- Неправильний прикус. Якщо на тлі цього слизова та шкіра кутів рота контактують зі слиною, це провокує ангуліт;
- Неправильно підібрані протези або відсутність зубів. Це веде до зміни прикусу і механічного подразнення;

Проте найчастіше заїда з'являється на тлі авітамінозу, особливо за браком рибофлавіну — вітаміну В2. У цьому випадку, окрім висипу на губах, можуть лущитися крила носа, з'явитися свербіння і почервоніння язика. Слабкість, втрата апетиту і швидка стомлюваність свідчать про те, що організму не вистачає вітамінів.

## Лікування
Лікування призначає лікар.
Якщо хворобу спричинює грибок, то слід застосувати антимікотичні засоби (креми чи гелі, які мають протигрибкову дію). Скоріше за все, в такому разі буде біла осуга на язику.
Якщо це бактерії (більшість випадків), то слід призначати креми з антисептичною та антибактеріальною дією, і, можливо, кортикостероїдами. І вже після цього слід використовувати креми з, наприклад, алое, вітаміном Е та екстрактами зеленого чаю чи обліпихою, чи інші засоби, які сприяють загоєнню ран.
Якщо виявлено запальні процеси в кишці у людей, які тривалий час лікувалися антибіотиками, а також в людей старшого віку, то це пов'язано  з нутрієтичними проблемами.
Для профілактики заїд важливе значення має правильне харчування: їжа, багата на вітаміни, особливо групи В, які в значній кількості містяться у фруктах, овочах, свинячій печінці, пивних дріжджах та інших продуктах.
Важливу роль також відіграє постійний і правильний догляд за порожниною рота. У разі подразнення шкіри в куточках рота з раціону треба вилучити гострі та кислі страви, цитрусові.